# Nicolau Vergueiro
Nicolau Vergueiro är en kommun i Brasilien.   Den ligger i delstaten Rio Grande do Sul, i den södra delen av landet, 1 500 km söder om huvudstaden Brasília. Antalet invånare är 1 721.
Trakten runt Nicolau Vergueiro består till största delen av jordbruksmark. Runt Nicolau Vergueiro är det glesbefolkat, med 9 invånare per kvadratkilometer.